# العربية للإنتاج والتوزيع الفني
المؤسسة العربية للإنتاج والتوزيع الفني شركة رائدة في مجال الإعلام المرئي والمسموع أردنياً وعالمياً أسسها عام 1994 في الأردن المنتج ألبير حداد وتغطي عملياتها الشرق الأوسط وشمال أفريقيا وآسيا وأوروبا وأمريكا الشمالية.
أساس عمل الشركة هو تطوير المحتوى وإنتاجه وتوزيعه وتمتلك حقوق ما يزيد عن 5000 ساعة تلفزيونية للعديد من برامج وأفلام ومسلسلات وبرامج الأطفال.

## إنتاجات تلفزيونية
- مسلسل بوابة القدس [4]
- النمر والأنثى
- أصدقاء الشيطان
- إدارات المؤسسة

## إدارة الإنتاج (AM Production)
تقدم خدمات إنتاجية للمنتجين وصناع الأفلام محلياً، إقليمياً وعالمياً من خلال تقديم الدعم الفني والتقني للأعمال الدرامية والوثائقية من تطوير الفكرة وإعداد النص وتأليف الموسيقى والتعاقد مع المخرجين والكتاب وطاقم العمل وتصويره وتسويقه بما يتناسب مع المعايير العالمية الأحدث في مجال صناعة الإنتاج التلفزيوني.

## إدارة التوزيع والحقوق (AM Distribution)
تشرف على توزيع وامتلاك الحقوق في الشرق الأوسط وحول العالم من خلال شراكتها مع أهم منتجي المحتوى العالميين.

## إدارة البث (AM Broadcast)
تقديم الاستشارات الفنية والهندسية والمساهمة في بناء العديد من القنوات الفضائية المحلية والعربية.

## إدارة الخدمات (AM Services)
تشرف إدارة الخدمات على توف الخدمات الإنتاجية التالية:
- خدمات تطوير المحتوى والتأليف
- خدمات ما قبل الإنتاج
- خدمات الإنتاج والتصوير وإدارته
- خدمات ما بعد الإنتاج من مونتاج وموسيقى وتصميم الصوت وتعديل الألوان والمؤثرات الخاصة
- دوبلاج وترجمة الأفلام من وإلى اللغة العربية
- توزيع وتسويق البرامج والمسلسلات

## إدارة الإعلام الرقمي (AM Digital Media)
تشرف على تطوير بنية تحتية متعددة المنصات والوسائط لخدمة شركائها ومشاهديها على الإنترنت وتطوير محتوى رقمي خاص للبث من خلال الشبكة العالمية لتلبية متطلبات العملاء.